# Acanthatrium oregonense
Acanthatrium oregonense är en plattmaskart. Acanthatrium oregonense ingår i släktet Acanthatrium och familjen Lecithodendriidae. Inga underarter finns listade i Catalogue of Life.